# Cocina al punto con Peña y Tamara
Cocina al punto con Peña y Tamara fue un programa de televisión de cocina, emitido en La 1 y presentado por Javier García Peña y Tamara Falcó. El formato se emitió desde el 6 de julio de 2020 hasta el 13 de noviembre de 2020, para dar pasó a un nuevo programa de actualidad, Las cosas claras, presentado por Jesús Cintora.

## Formato
Cocina al punto con Peña y Tamara comienza con el chef recorriendo algún punto de España para mostrar la diversidad de productos gastronómicos del país, sus lugares de producción, los profesionales encargados de la misma y las recetas que se pueden elaborar con ellos. Así, el espacio cuenta con rodajes tanto en exteriores como en plató, donde Javier García Peña y Tamara Falcó cocinan a la vez la misma receta teniendo como base alguno de los ingredientes hallados por Peña al principio de cada capítulo.
En cada programa recibe la visita de un invitado, algunos de ellos han sido; Dani Luque, Lola Marceli, Agoney, Lolita Flores, Ana Guerra, Luis Mottola, Agatha Ruiz de la Prada y Joan Capdevila, entre otros. 
Cocina al punto con Peña y Tamara es un formato original producido por ONZA. 